# Sensorgestützte Landehilfe
Als Sensorgestützte Landehilfe (kurz SeLa) wird ein Flugassistenzsystem bezeichnet, das den Piloten  bei Landungen unter erschwerten Sichtflugbedingungen unterstützt.

## Entwicklung
Hubschrauberpiloten sind oft mit schlechten Sichtbedingungen konfrontiert. Insbesondere bei Brownout- und Whiteout-Landungen kann es zu Flugunfällen durch Orientierungsverlust kommen.
Das von ESG Elektroniksystem- und Logistik-GmbH mit Unterstützung von EADS und der Fraunhofer-Gesellschaft entwickelte System SeLa unterstützt den Piloten in diesen Gefahrensituationen und ermöglicht bis zum Aufsetzen eine sicherere Landung. Es besteht aus zwei Kameras unter dem Rumpf, zwei Radarhöhenmessern, einem GPS-Empfänger, einer Erdmagnetfeldsonde und einem Kreiselsystem zur Erfassung der Lageabweichung des Hubschraubers.
SeLa wurde bislang primär für den Einsatz in den CH53 der deutschen Luftwaffe im Rahmen der ISAF-Mission in Afghanistan entwickelt. Eine Nutzung für andere Hubschraubertypen ist denkbar. Das Bundesamt für Wehrtechnik hat 2011 die Beschaffung und die Umrüstung von insgesamt 26 CH-53GS/GE mit SeLa in Auftrag gegeben. Die Umrüstung der Maschinen erfolgt durch ein Konsortium aus Eurocopter und ESG und soll innerhalb von vier Jahren abgeschlossen sein.

## System
Der Bordwart der CH53 wird im Landeraum des Hubschraubers durch zwei Unterbodenkameras unterstützt. Diese blicken vom hinteren Teil des Hubschraubers in Richtung des Fahrwerks.
Das Bild dieser Kameras steht dem Bordwart im hinteren Teil des Laderaums auf zwei Monitoren zur Verfügung. Das bisherige Verfahren, bei dem der Bordwart auf der geöffneten Heckrampe liegend dem Piloten via Bordfunk die letzten Meter vor dem Aufsetzen ansagen muss, ist somit nicht mehr erforderlich.
Zusätzlich bekommt der Pilot durch eine in einem Head-Mounted Display (kurz HMD) eingespielte spezielle Hover-Symbolik mit eingespieltem Driftvektor einen genauen Überblick über die aktuelle Lage des Hubschraubers.
Das HMD ist ein Monokel für ein Auge, das direkt am Helm befestigt wird. Das Monokel kann entweder direkt vor das Auge (Tagflug) oder vor eine BIV-Brille (Nachtflug) geklappt werden.
Die Daten für diese Symbolik liefern mehrere Systeme:
- ein GPS gestütztes AHRS (Attitude Heading Reference System) System (LCR-100)
- zwei hochpräzise, staubpenetrierende Radarhöhenmesser
- das aus der CH-53 GA übernommene Lichtfaser-Kreiselsystem als Trägheitsplattform
- sowie Radarhöhenmesser, die für SeLa neu entwickelt bzw. angepasst wurden. Die Höhenmesser sind nebeneinander angebracht und deutlich präziser als die Radarhöhenmesser im Cockpit.

Ursprünglich waren weitere Radarhöhenmesser vorgesehen, um die reale Lage des Hubschraubers gegenüber dem Boden zu erfassen. Diese Funktion wird in dem beschafften System jedoch nicht umgesetzt.
Da es zu diesem Verfahren kein ziviles Pendant gibt, gilt die Zulassung des Systems als kompliziert. Es wird von den Piloten angenommen, dass das System daher nur als „Info-only-System“ zugelassen wird. Dies würde zur Folge haben, dass die Besatzung des Helikopters weiterhin Sichtkontakt zum Boden behalten muss. SeLa wird somit nur zur Unterstützung eingesetzt.

## Gefährdeter Einsatz
Der Einbau in das Erprobungsmuster sollte im Herbst 2012 erfolgt sein. Nach einem Beinaheabsturz einer CH-53 im Jahr 2005 nahe Rustaq (Afghanistan) wurde die Entwicklung dieses Systems angeschoben.
Da die Umrüstung jedoch erst 2011 begann und etwa vier Jahre dauern soll, kann es dazu kommen, dass das System in vielen Maschinen erst nach dem geplanten Abzug aus Afghanistan 2014 zur Verfügung steht.